# Velitjko Velitjkov
Velitjko Velitjkov, född 10 april 1934 i Pleven, död 27 oktober 1982, var en bulgarisk sportskytt.
Han blev olympisk silvermedaljör i gevär vid sommarspelen 1964 i Tokyo.